# Paul Piaget
Paul Piaget Ducurroy (Jerez de la Frontera, 5 de septiembre de 1934 - Madrid, en 1985).
Actor español conocido con el nombre de Paul Piaget.
Especializado en el género western producido en España en los años `60. 
Vinculado familiarmente con la empresa de relojes y joyería Piaget. Es padre de la modelo y actriz, Cristina Piaget.

## Filmografía
- El Cid, de Anthony Mann (1961). Doble de Charlton Heston.
- Cabalgando hacia la muerte (El Zorro), de Joaquín Luis Romero Marchent (1962).
- La venganza del Zorro, de Joaquín Luis Romero Marchent (1962).
- Tres hombres buenos, de Joaquín Luis Romero Marchent (1963).
- Antes llega la muerte, de Joaquín Luis Romero Marchent (1964).
- Bienvenido, padre Murray, de Ramón Torrado (1964).
- Cuatro balazos, de Agustín Navarro (1964).
- El séptimo de caballería, de Herbert Martin (1965).